# Jorge Rivotti
Jorge Mendes Rivotti (Maringá, 16 de fevereiro de 1962) é um cantor luso-brasileiro.

## Biografia e Carreira
Nasceu em Maringá, no Brasil, onde viveu 2 anos. Viveu, ainda, parte da sua infância em Paris e depois foi para Portugal, onde teve um contacto enorme com a música, devido a raízes familiares. Tem origens italianas por parte de seu pai.
O percurso acadêmico é feito todo em Tomar, terra da mãe e de antepassados do pai e foi aí que surgiu a sua aptidão para cantigas, na altura em que Tomar "pariu" uma grande quantidade de músicos. Frequentou o Conservatório de Tomar e a Associação Canto Firme, nos quais no qual cursa Canto, Composição, Acústica, Formação Musical, Piano, História da Música, e alguns anos de Guitarra Clássica.
Fez parte do coro e do grupo de música tradicional, onde foi colega de carteira de Carlos Moisés, vocalista dos Quinta do Bill. E, tal como este, também deu aulas para sobreviver no mundo artístico.
Sempre gostou da música de intervenção, aquela que através das palavras cantadas tentava passar uma mensagem aos ouvintes. Na altura do 25 de Abril fez parte de um grupo de música tradicional denominado "Jornada", nome retirado de uma canção do tomarense Fernando Lopes Graça, uma referência musical na cidade.
Em 1981, concorre ao 1º Festival de Canção Juvenil a nível nacional e no qual se classifica em 4º lugar. Neste mesmo ano entra em contacto com outro tipo de trabalho: o teatro, participando sobretudo nas partes musicais de vários espetáculos. 
Em 1982, concorre novamente ao mesmo Festival Nacional da Canção Juvenil no qual obtém de novo o 4º lugar, neste mesmo ano é então extinto o grupo "Jornada", grupo este que dá origem a outro mais virado para a criação de canções inéditas grupo "Canto Firme". 
Em 1984, assume a carreira de Professor de Ed.Musical no ensino oficial e particular. 
Em 1985, vai em digressão pelo Norte de França com o grupo musical e no ano seguinte lança com o grupo o primeiro disco. 
Em 1986, concorre ao Festival Nacional da Canção Juvenil, com as suas próprias composições, onde obtém o 1º lugar. 
Em 1987, Participa no Festival Internacional de Jovens Músicos que se realizou na cidade de Kiev, capital da Ucrânia. 
Em 1989, participa novamente no Festival Nacional da Canção Juvenil, no qual foi novamente vencedor a nível nacional. 
Ainda neste ano, produz um trabalho musical em estúdio, com o qual participa no programa de televisão "Às Dez" e funda o Coro Infanto-Juvenil na Escola Preparatória Dr. Ruy D'Andrade do Entroncamento. 
Em 1990, grava um disco LP com o Coro Infanto-Juvenil na Escola Preparatória Dr. Ruy D'Andrade do Entroncamento, intitulado Contar Cantando, uma experiência fora de comum que pensa voltar a repetir.
Em 1991, grava canções em estúdio que não chegam a ser editadas e faz uma digressão com o coro, integrada na divulgação do LP.
Em 1992, faz várias participações televisivas e concorre com uma composição sua ao festival promovido por todas as sociedades de autores europeias.
Em 1993, produz e monta um espetáculo de canções originais.
Em 1994, participa e colabora no disco "Filhos da Nação" dos Quinta do Bill e produz e grava um tema de Zeca Afonso para o concurso do álbum de homenagem "Filhos da Madrugada".
Em 1995, participa no terceiro álbum dos "Quinta do Bill", "Trilhos do Sol", grava um tema em solidariedade com as crianças chinesas e começa as primeiras maquetas para o seu álbum "Teoria Geral dos Caminhos".
Em 1996, entra em estúdio para gravar o álbum "Teoria Geral dos Caminhos", no qual participaram cerca de 70 pessoas.
Em 1997, é editado o "Teoria Geral dos Caminhos", pela editora de Carlos Cruz CCD, com distribuição da editora Strauss, efeitua uma digressão pelo país e começa a produzir e a gravar um álbum chamado "Cantar" da "Tuna Sabes" da Escola Secundária de Santa Maria dos Olivais, em Tomar.
Em 1998, edita o CD single "Jorge Rivotti", single promocional, com uma versão do tema "Dança Nua", do já extinto grupo Essa Entente.
Em 1999, participa em duas gravações de solidariedade "Por Timor", "Por Moçambique", discos esses onde participaram dezenas de músicos portugueses, produz e dirige o espetáculo "25 ideias de Abril" e integra o elenco de dobragens cantadas em filmes animados da Disney.
Em 2000, começa a compor e a gravar o 2º álbum de originais "Dias da Publicidade".
Em 2001, é editado em Maio "Dias de Publicidade" e realiza vários espetáculos.
Em 2002, muda de agenciamento, passa a ser representado pela DMM.
Em 2003, aceitou o desafio de compor uma ópera infantil sobre um texto do escritor irlandês Oscar Wilde, no âmbito das comemorações dos cem anos do seu nascimento, em 2004.
Mais recentemente integrou o projeto "Garoto", um grupo musical.

## Discografia
- Bons Malandros (EP, "Canto Firme", 1987)
- Contar Cantando (LP, Coro Infanto-Juvenil da Escola Preparatória do Entroncamento, 1990)
- Teoria Geral dos Caminhos (CD, "Jorge Rivotti", 1997)
- Jorge Rivotti (CD single, "Jorge Rivotti", 1998)
- Dias da Publicidade (CD single, "Jorge Rivotti", 2001)
- Dias da Publicidade (CD, "Jorge Rivotti", 2001)